# イサベル・ロドリゲス・ガルシア
イサベル・ロドリゲス・ガルシア（スペイン語: Isabel Rodríguez García、1981年6月5日 - ）は、スペイン・カスティーリャ＝ラ・マンチャ州シウダー・レアル県アベノハル出身の政治家。スペイン社会労働党(PSOE)所属。2021年から2023年まで第2次サンチェス内閣において地域行政・公共大臣を務め、2023年から第3次サンチェス内閣において住宅・都市開発大臣を務めている。

## 経歴

### 青年時代
1981年6月5日、カスティーリャ＝ラ・マンチャ州シウダー・レアル県アベノハルに生まれた。15歳の時にスペイン社会労働党(PSOE)の青年組織に加入した。その後、カスティーリャ・ラ・マンチャ大学で法学の学位を取得した。

### 国会議員として
2004年スペイン総選挙において、シウダー・レアル県選挙区から出馬してスペイン上院議員に選出された。イサベル・ロドリゲス・ガルシアはスペイン史上最年少の女性上院議員である。2008年にはカスティーリャ・ラ・マンチャ州政府の報道官に就任した。2011年スペイン総選挙ではシウダー・レアル県選挙区から出馬してスペイン下院議員に選出され、2015年スペイン総選挙には下院議員に再選された。

### 閣僚として
2019年にはプエルトジャーノ市長に就任した。2021年にはプエルトジャーノ市長を辞任し、ペドロ・サンチェス首相の第2次サンチェス内閣における地域行政・公共大臣兼報道官に就任した。2023年11月、第3次サンチェス内閣の住宅・都市開発大臣に就任した。